# یوری‌دمی (قمر)
یوری‌دمی ((به انگلیسی: Eurydome)، (یونانی: Ευριδόμη) که با نام ژوپیتر XXXII هم خوانده می‌شود، از قمرهای سیاره مشتری است. این قمر در سال۲۰۰۱ توسط تیمی از ستاره شناسان دانشگاه هاوایی به رهبری اسکات اس.شپرد و همکاران کشف شد؛ و با نام موقت اس/۲۰۰۱ جی۴ نامگذاری شد.
یوری‌دمی حدود۳ کیلومتر قطر دارد. متوسط مدارش ۲۳٬۲۳۱ مگامتر است و دوره آن ۷۲۳٫۳۵۹ روز بوده و انحراف آن ۱۴۹ درجه نسبت به دائرةالبروج و (۱۴۷° درجه نسبت به استوای مشتری) است. حرکت این قمر رجوعی و خروج از مرکز مدار آن ۰٫۴۰۷۷ است.
در ماه اوت ۲۰۰۳ به نام یوری‌دمی، از اساطیر یونانی و مادر خاریتس‌ها دختران زئوس (ژوپیتر) نامگذاری شد.
این قمر به گروه پاسیفه تعلق دارد که قمرهای نامنظمی دارد که با حرکت مخالف گرد و فاصله بین ۲۲٫۸ و ۲۴٫۱ گیگا متر وانحراف ۱۴۴٫۵° و ۱۵۸٫۳ درجه بدور مشتری می‌چرخند.